# Сам (месяц)
Сам или Сахми (арм. Սահմի) — третий месяц древнеармянского календаря. Включал 30 дней, начинался 10 октября и заканчивался 8 ноября. Согласно Ванакану Вардапету название месяца происходит от слова «определять, ограничивать» («սահմանել»). Это связано с тем, что в это время года определялись работы по подготовке к зиме. По мнению академика Степана Малхасянца «сахми» означает «месяц семян» («սերմանց ամիս»).